# Еднополюсен генератор
Еднополюсният генератор е постояннотоков електрически генератор, който работи на принципа на Фарадеевия диск (на фигурата). Характерно за подобна машина е, че е единствена по рода си въртяща се машина, която генерира постоянен ток без комутатор или токоизправител. Електродвижещото напрежение е неизменно по посока за дадена посока на въртене (и посока на магнитното поле), откъдето произлиза и името – еднополюсен генератор. Действието се обяснява по следния начин. Един диск от проводящ материал се върти с постоянна ъглова скорост ω в хомогенно и паралелно на оста на диска постоянно магнитно поле {\displaystyle \mathbf {B} =B_{z}\mathbf {e_{z}} }. Клемите на генератора са свързани към оста и периферията на диска с четкови контакти. Поради азимуталното движение в магнитно поле със скорост {\displaystyle v_{\alpha }=\omega {r}}, електроните в диска изпитват радиална сила:
{\displaystyle \mathbf {F_{r}} =e\mathbf {v\times {B}} =ev_{\alpha }B_{z}\mathbf {e_{r}} =e\omega {r}B_{z}\mathbf {e_{r}} },
където {\displaystyle e} е заряда на електрона, а {\displaystyle \mathbf {e_{r}} } единичния вектор в радиално направление (направление по радиуса на диска).
при което дискът се поляризира (зарежда) и се образува ЕДН:
{\displaystyle \mathbf {E} =-\mathbf {v\times {B}} =-\omega {r}{B_{z}}\mathbf {e} _{r}}
Индуцираното на външния диаметър напрежение има следния вид:
{\displaystyle U_{e}=-\int _{0}^{a}\omega {r}B_{z}\,dr=-{\frac {1}{2}}\omega {a^{2}}B_{z}}
Любопитен факт е, че това е единственият генератор, при който магнитът и металният диск могат да бъдат напълно неподвижни един спрямо друг. Дискът е в движение единствено спрямо околното пространство. Ефект, познат като „парадокс на Фарадей“.